# Tiberius Claudius Balbilus
Tiberius Claudius Balbillus (grec ancien : Τιβέριος Κλαύδιος Βαλβίλλος), né en l'an 3 et mort en 79, est un éminent savant, politicien et astrologue romain sous les empereurs romains Claude à Vespasien. Il est notamment préfet d'Égypte de 55 à 59 sous Néron.

## Biographie

### Ascendance
Le lieu de naissance présumé de Balbillus est Alexandrie, dans la province romaine d'Égypte, et l'année de sa naissance est l'an 3 apr. J.-C.
Balbillus est un noble romano-égyptien avec des ascendants grecs mais aussi arméniens et mèdes. Il est le fils,, et le plus jeune enfant de Tiberius Claudius Thrasyllus aussi connu sous le nom de Thrasylle de Mendès, savant et astrologue grec du début du siècle qui devient l'ami personnel de l’empereur Tibère et d'Aka II de Commagène, une princesse du royaume de Commagène et arrière-petite-fille de Antiochos Ier de Commagène.
Balbillus a au moins une sœur aînée,. Elle épouse le chevalier romain Lucius Ennius,,. Par elle, Balbillus est l'oncle maternel de Ennia Thrasylla qui épouse le préfet du prétoire Naevius Sutorius Macro, et peut-être le grand-oncle de Lucius Ennius Ferox, un soldat romain qui sert durant le règne de Vespasien.

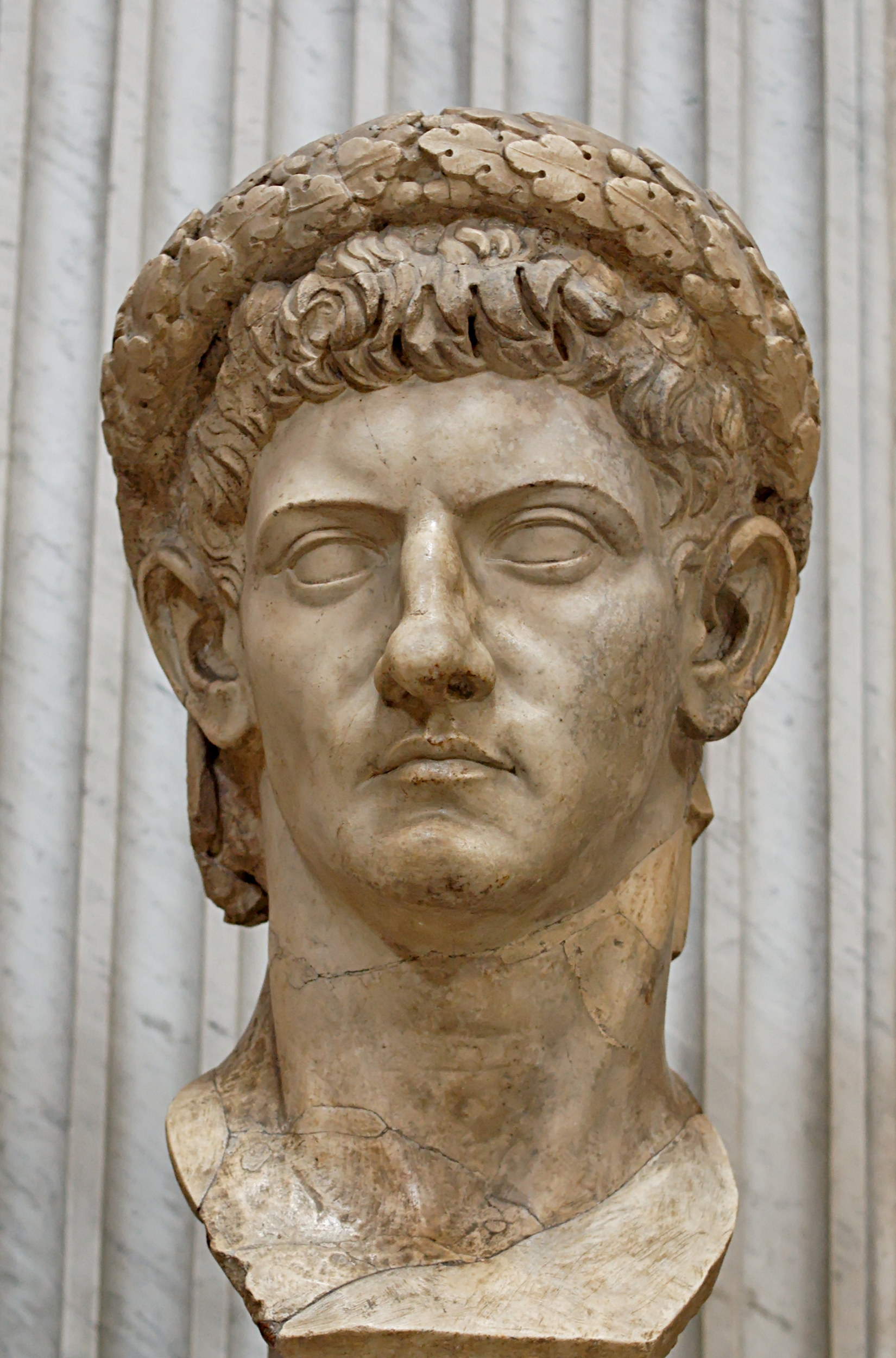
L'empereur Claude (41 - 54).

### Jeunesse
Bien que Balbillus soit né et ait grandi en Égypte, il est membre de l'ordre équestre de Rome, où il vit dorénavant. Balbillus est un ami du neveu de Tibère, Claude: ils se connaissent depuis qu'ils sont enfants et se sont rencontrés dans la maison de son père.
Un papyrus daté du 26 août 34 mentionne Balbillus comme l'un des propriétaires d'un établissement de bains situé dans la ville de Theogonis en Égypte ainsi que le bail des bains et les taxes à payer pour ses revenus.
Sous le règne de l’empereur Caligula, Balbillus quitte Rome et retourne à Alexandrie.

### Carrière politique

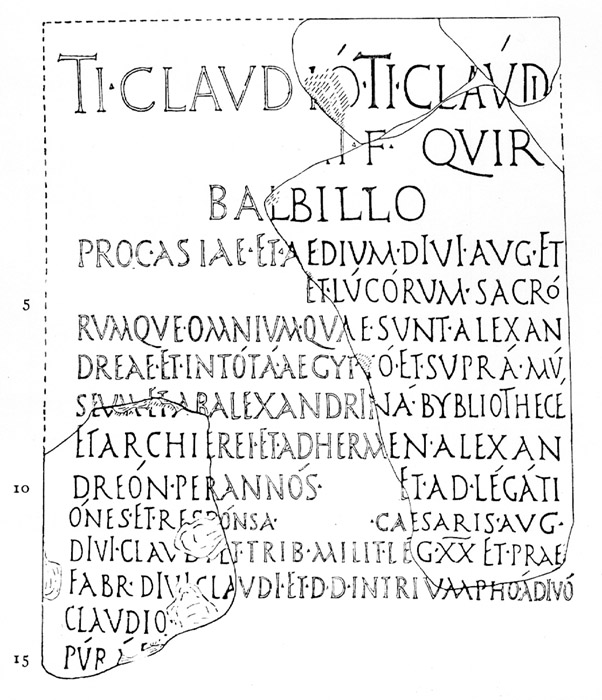
Inscription d'Éphèse donnant la carrière d'un procurateur du règne de Claude : Tiberius Claudius Babillus.

Après l'assassinat de Caligula le 24 janvier 41, son oncle paternel Claude lui succède comme empereur romain. La carrière politique de Balbillus commence sous le règne de ce dernier. Il quitte Alexandrie pour Rome, et soutient Claude comme un ami quand il devient empereur. Il l'accompagne dans son expédition sur l'île de Britannia en 43, servant comme officier de la legio XX Valeria Victrix. Il est tribun militaire et commandant de l'ingénierie militaire, et est probablement un des premiers Grecs à aller en Grande-Bretagne. Quand Claude et ses légions retournent à Rome, Balbillus est récompensé d'une couronne d'honneur.
Balbillus est l'un des plus hauts magistrats de rang équestre qui sert à Rome. Après son retour à Rome, il reçoit un important poste en Égypte. À Alexandrie, Balbillus est nommé grand-prêtre du temple d'Hermès et directeur de la bibliothèque d'Alexandrie, et il partage son temps entre cette ville et Rome. Peu de temps après, il sert comme procurateur dans la province d'Asie,.
En octobre 54, Claude meurt et Néron lui succède comme empereur. Sous Néron, Balbillus est nommé préfet d'Égypte de l’an 55 à 59. Après sa préfecture, il continue de vivre à Alexandrie.

### Astrologue

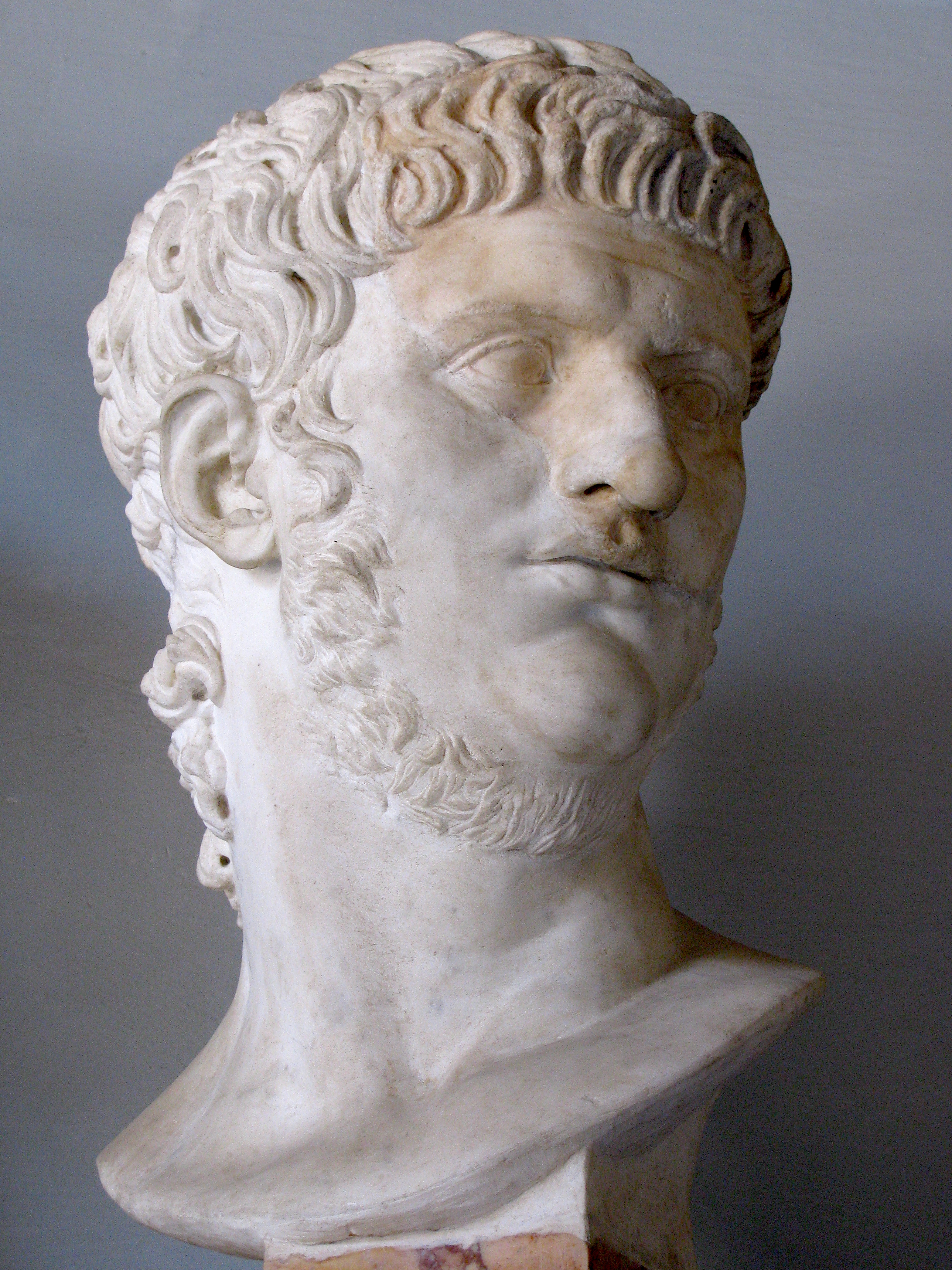
L'empereur Néron (54 - 68).

Balbillus succède à son père dans ses compétences en astrologie.
Il devient un astrologue éminent à Rome. Pendant le règne de Claude, il est son conseiller, après avoir fait passer un décret expulsant tous les astrologues de la ville, et prédit une éclipse qui tomberait le jour d'un anniversaire de l'empereur. Pendant le règne de Néron, Balbillus sert comme conseiller astrologue de l’empereur et de sa mère, Agrippine la Jeune. Une comète passe dans le ciel en 60 ou 64, signalant la mort d'un grand personnage. Balbillus tente de calmer les craintes de Néron en notant que la solution habituelle est d'assassiner des citoyens éminents, apaisant ainsi les dieux. Néron en convient, tuant de nombreux nobles. Comme Balbillus s'est avéré être un éminent astrologue, il évite la mort de nombreux astrologues sous Néron. Sous le règne de Vespasien, Balbillus revient à Rome depuis Alexandrie et sert d'astrologue à l'empereur, auprès duquel il est en faveur.
Balbillus est un érudit. Sénèque le décrit comme « un excellent homme de savoir sur de nombreuses branches d'études ». Il écrit un traité d'astrologie, titré Astrologumena, dont des fragments ont survécu. Ce livre s'adresse à Hermogenes.

### Descendance
L'identité de l'épouse de Balbillus est inconnue. C'est probablement une noble grecque de l'aristocratie orientale. Il est possible qu'elle ait des liens avec une famille royale, de Commagène ou autre. De cette union, Balbillus a une fille appelée Claudia Capitolina. C'est son seul enfant connu. Elle hérite son nom de Claudia de son père et son cognomen Capitolina est probablement hérité de sa mère.
En 64, Capitolina épouse le prince Caius Julius Archelaus Antiochus Epiphanes de Commagène, fils du dernier roi Antiochos IV de Commagène. Le couple a un fils, appelé Gaius Julius Antiochus Epiphanes Philopappus, futur sénateur et consulaire romain, et une fille appelée Julia Balbilla, une poétesse. Archelaus Antiochus Epiphanes décède en 92.

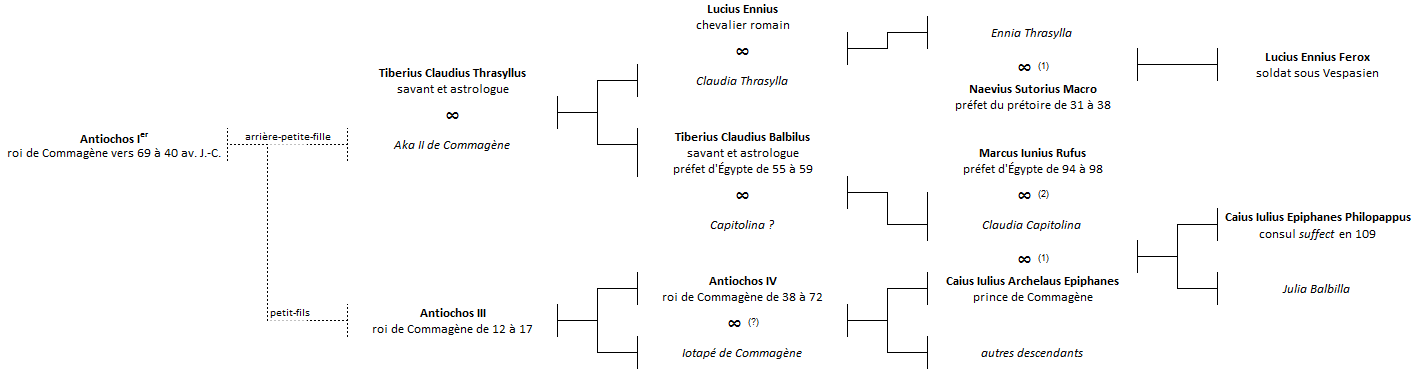
Ascendance, descendance et connexion avec la dynastie des princes de Commagène de l'époque des Julio-Claudiens aux Antonins. Arbre non exhaustif.

Entre 94 et 98, Claudia Capitolina se remarie avec le préfet d'Égypte Marcus Iunius Rufus. 

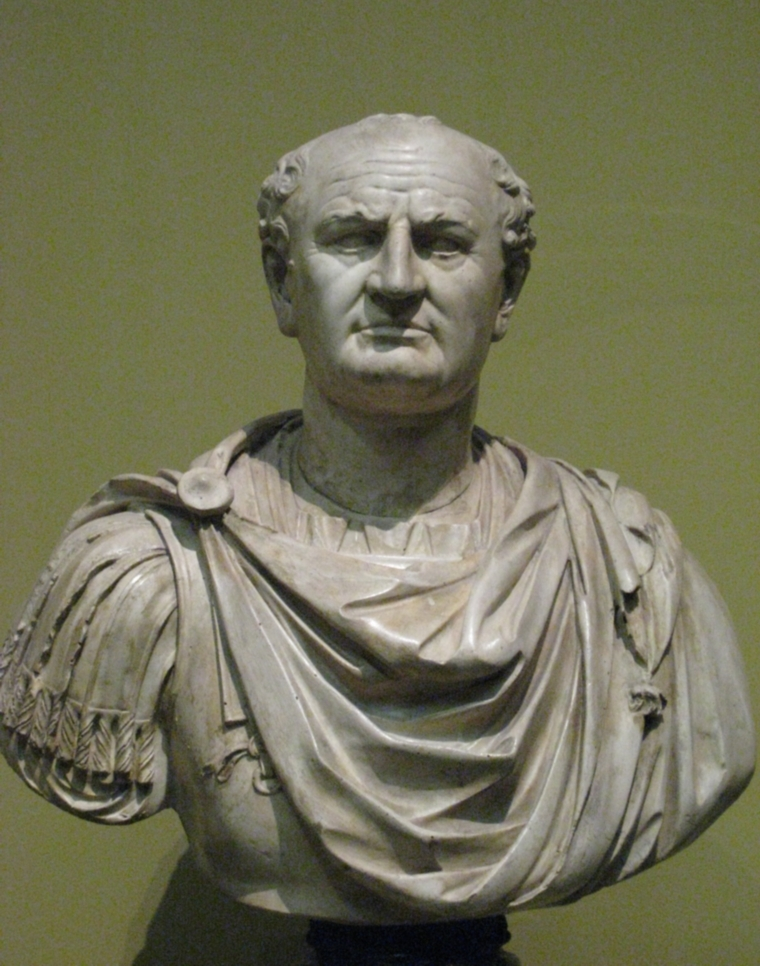
L'empereur Vespasien (69 - 79).

Balbillus a deux homonymes parmi les prêtres d'Émèse du culte d'Élagabal à Rome, Tiberius Julius Balbillus et Titus Julius Balbillus qui vivent dans la deuxième moitié du IIe siècle et la première moitié du IIIe siècle. Comme Balbillus, Tiberius Julius Balbillus et Titus Julius Balbillus sont des descendants du roi Antiochos Ier de Commagène.

### Honneurs posthumes
Balbillus meurt en 79, peut-être en juin, avant l'empereur Vespasien. Dans ses dernières années, Balbillus vit à Éphèse. 
Vespasien lui a accordé des privilèges ainsi qu'à sa ville d'Ephèse en raison de sa compétence dans l'art. Comme Vespasien a une très haute opinion de lui et l'a favorisé dans sa carrière, il a consacré et permis aux Éphésiens d'instituer des jeux tenus en son honneur. Ces jeux commencent par un festival sportif appelé « Jeux Balbilléens ». Nommé d'après lui, cet évènement se tient à Éphèse de 79 jusqu'au IIIe siècle. Une inscription à Éphèse honore Balbillus et sa fille.
Balbillus est honoré par sa petite-fille Julia Balbilla de deux épigrammes en grec éolien datées de 130. Ces deux épigrammes font partie d'un groupe de quatre, inscrites et préservées sur les parties inférieures d'un des colosses de Memnon, situés en Haute-Égypte. Balbilla a voyagé en Égypte parmi l'escorte d'Hadrien et de sa femme Sabine en 130. Les inscriptions de Balbilla sont commandées pour commémorer leur visite dans le pays.
Balbilla, en inscrivant son nom sur les colosses de Memnon, fait référence à son ascendance royale et aristocratique. Dans les deux dernières lignes de la deuxième épigramme, elle honore sa famille.
À mes parents qui sont nobles, et mes grands-parents,
Le sage Balbillus et Antiochus le roi.
La quatrième et dernière épigramme, Balbilla la dédie à ses parents et grands-parents. Elle est aussi dédiée à son origine aristocratique : Balbillus provient d'une lignée royale.
|                                      |  |  |
| Les colosses de Memnon, sud et nord. |  |  |

À mes pieux parents et grands-parents :
Balbillus le Sage et roi Antiochos ;
Balbillus, le père de ma mère au sang royal 
et le roi Antiochos, le père de mon père. 
De leur lignée je puis mon sang noble
et ces versets sont miens, pieuse Balbilla.

## Sources
- (en) Cet article est partiellement ou en totalité issu de l’article de Wikipédia en anglais intitulé « Tiberius Claudius Balbilus » (voir la liste des auteurs).